# Акваріумне освітлення

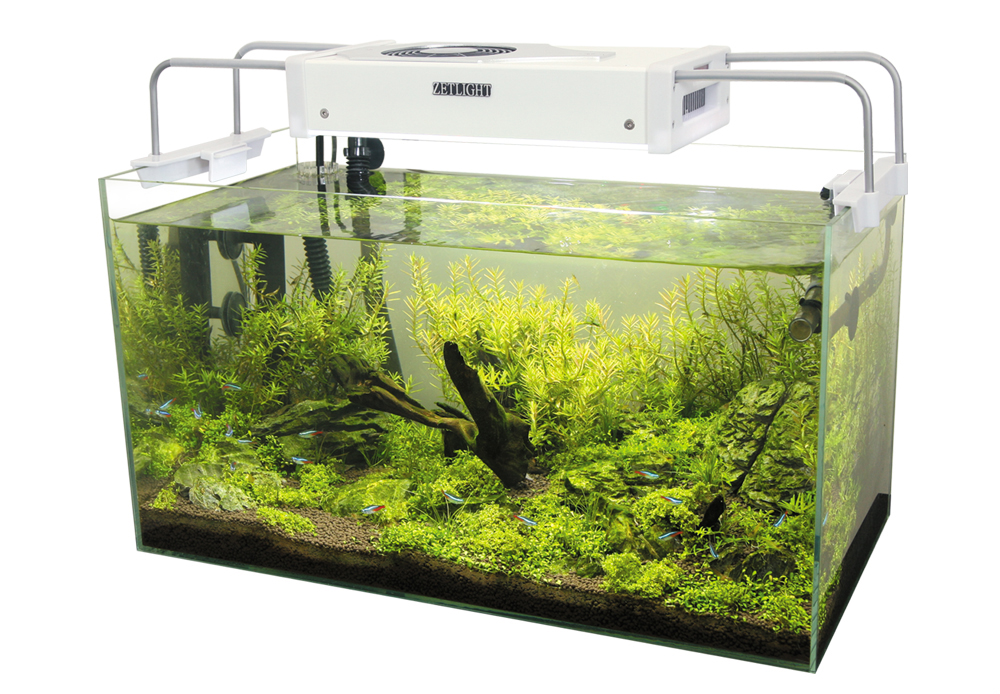
Акваріумний світильник з LED-лампами, системою охолодження та кріплення

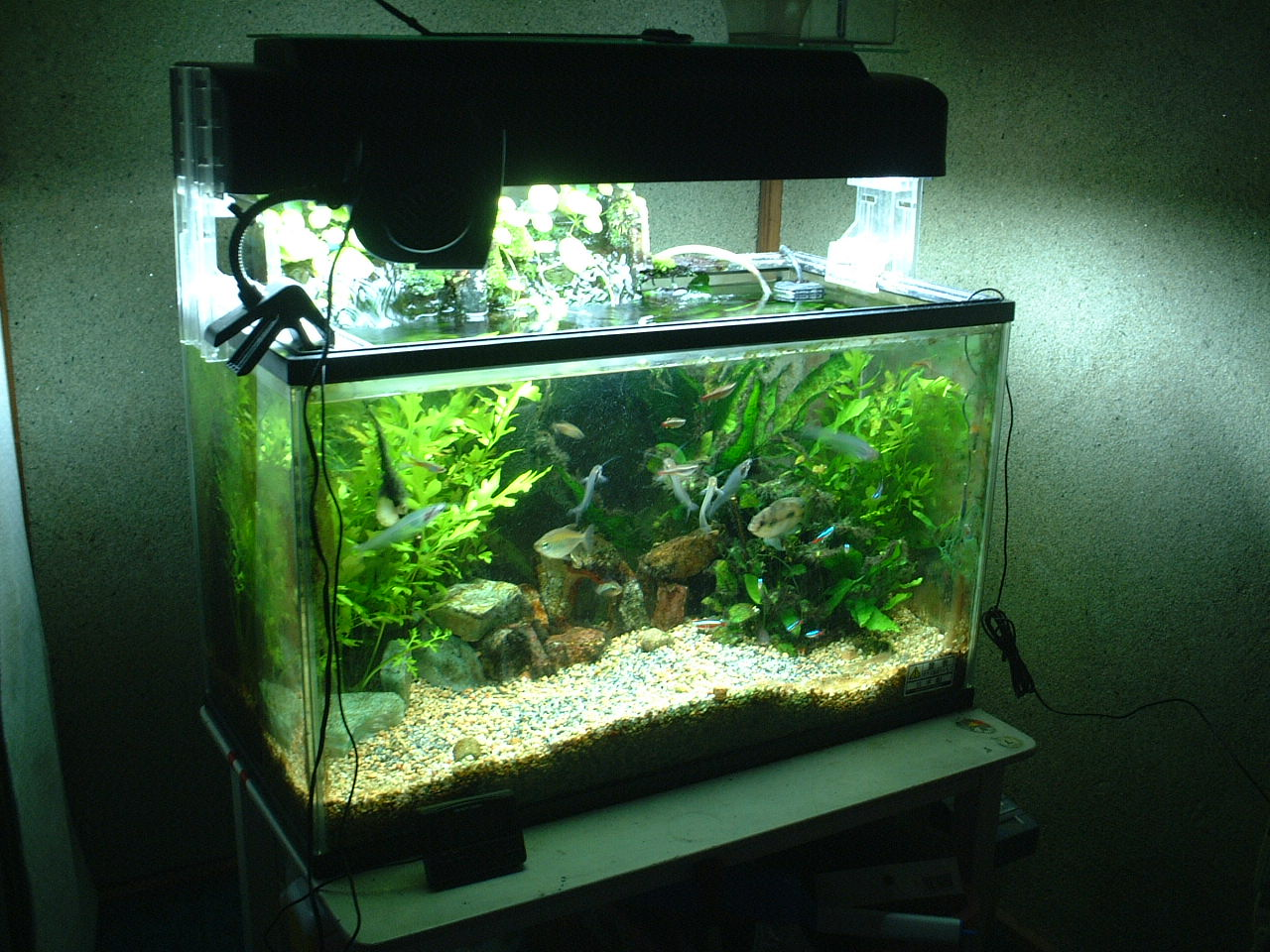
Акваріумний світильник

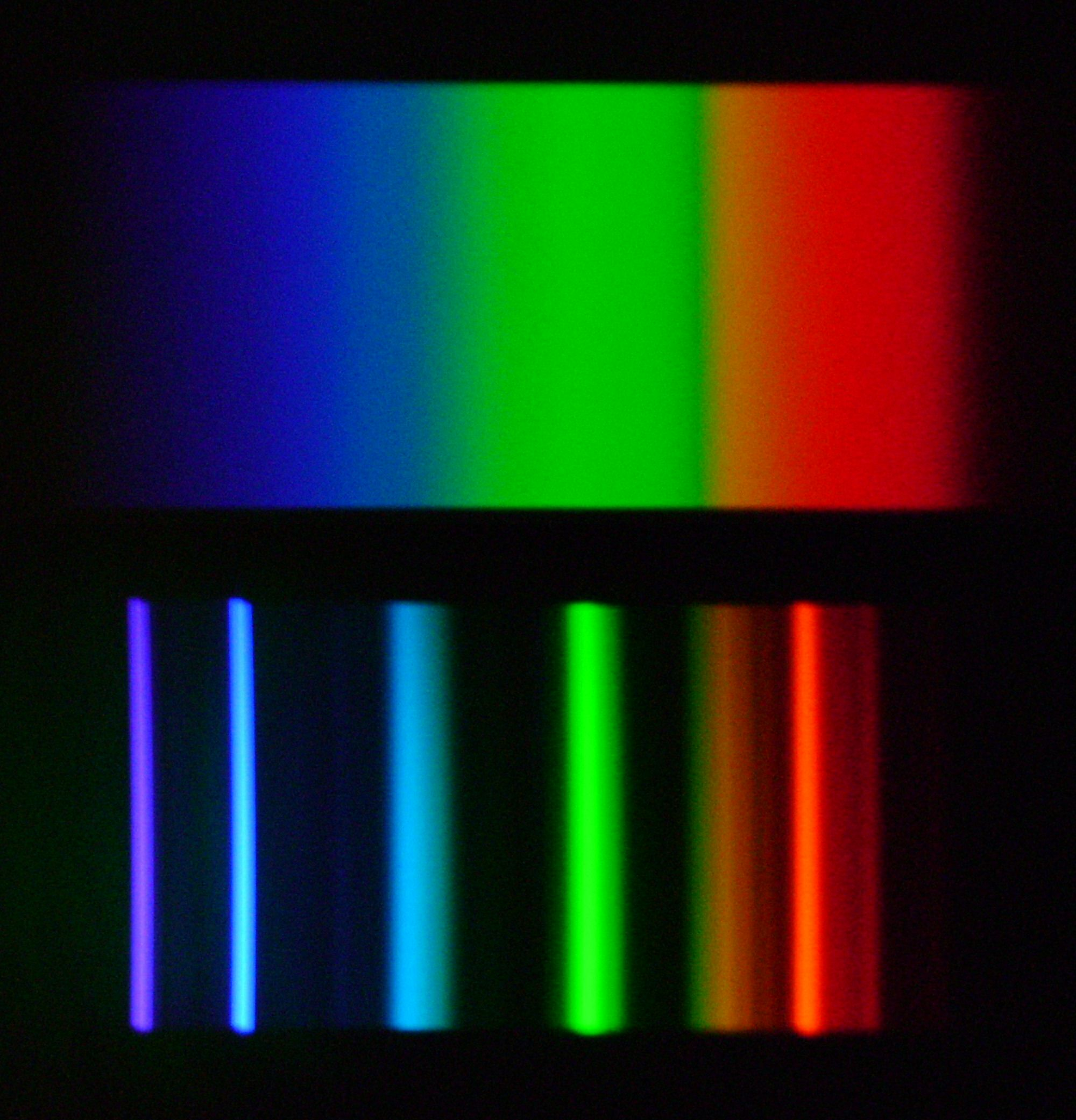
Спектр випромінювання: безперервний 60-ватної лампи розжарювання (вгорі) і лінійчастий 11-ватної компактної люмінесцентної лампи (внизу)

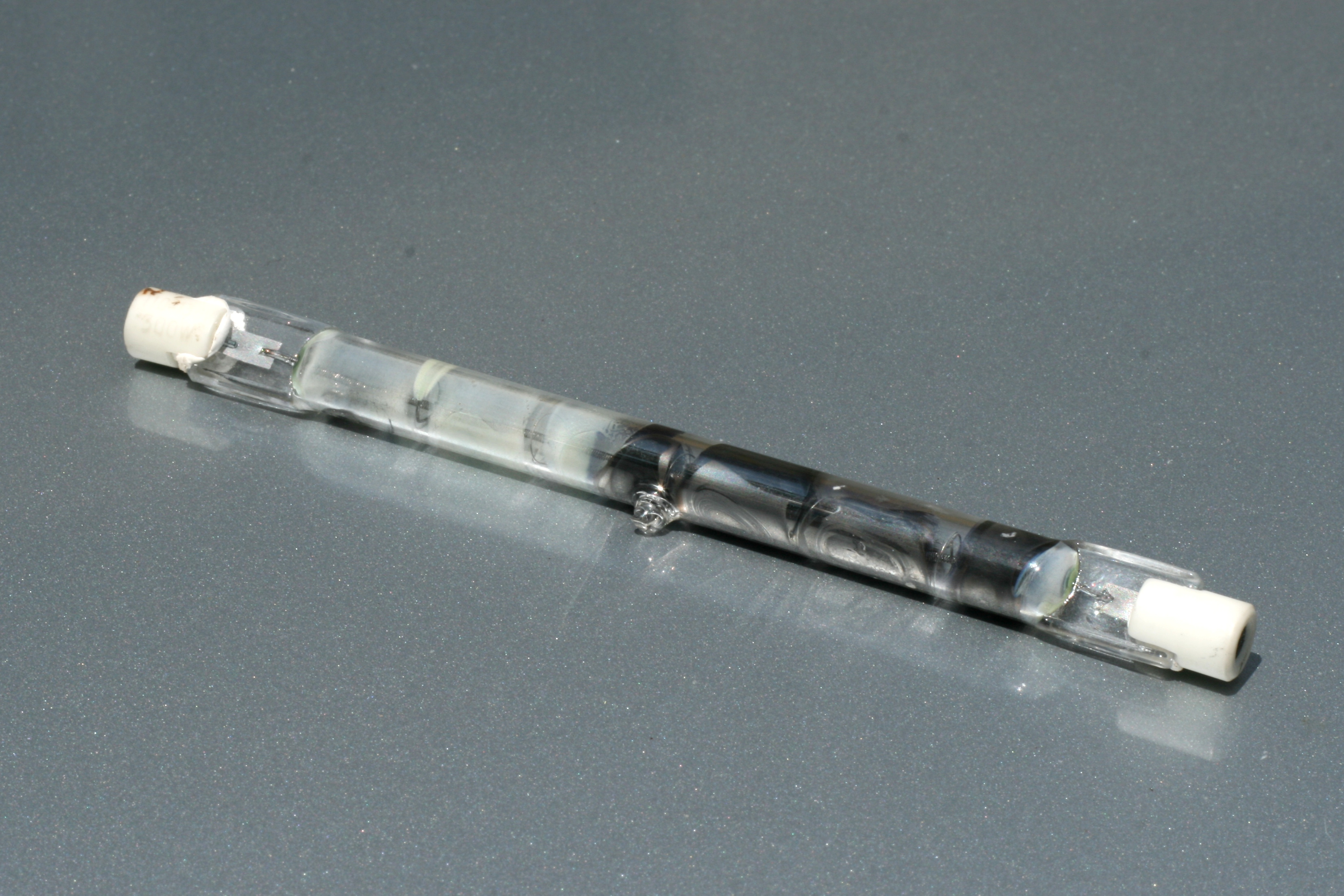
Галогенова лампа (згоріла)

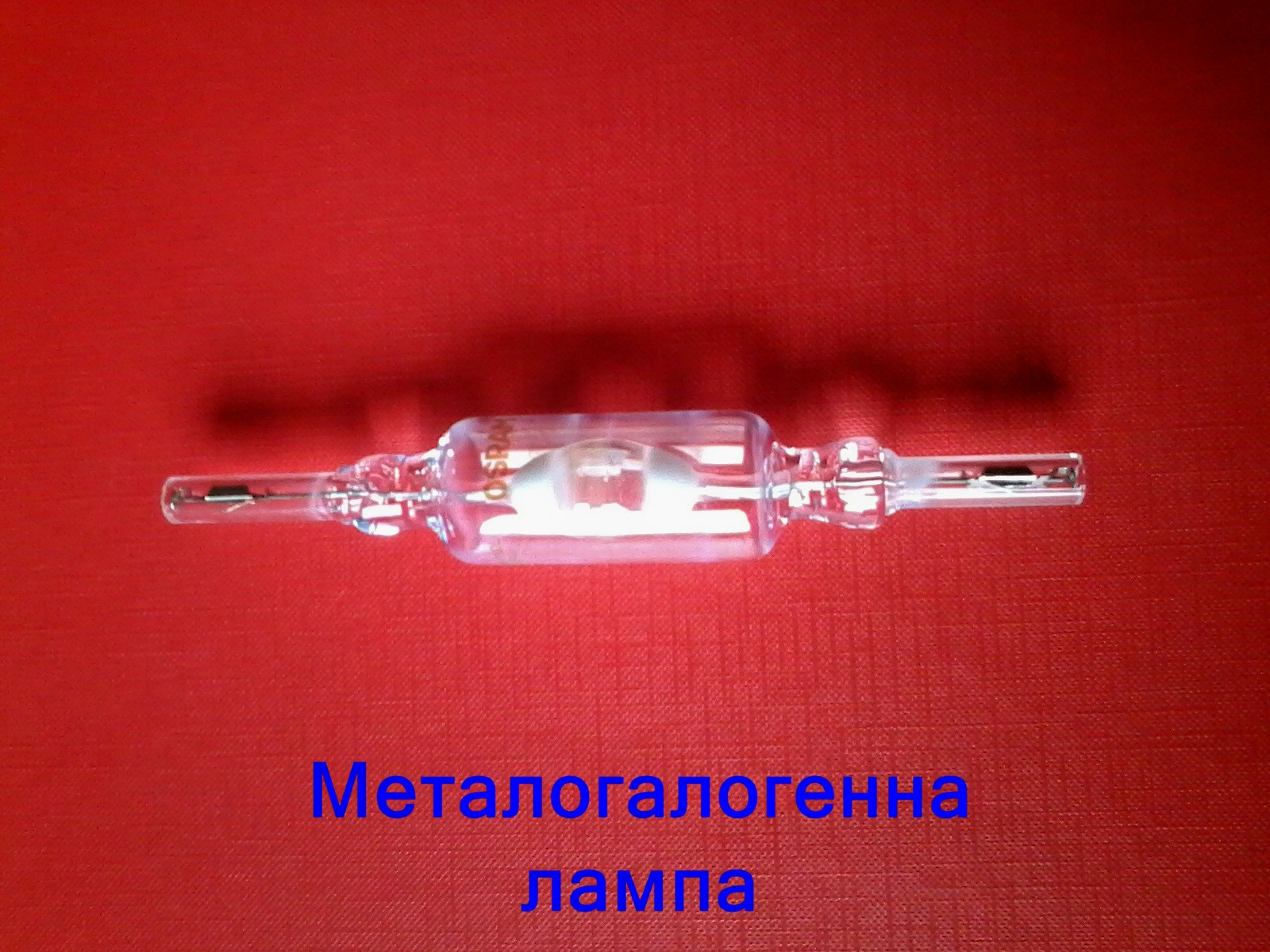
Металгалогенова лампа

Акваріумне освітлення — частина технічного обладнання акваріума, яка забезпечує штучне освітлення відповідно до вимог мешканців акваріума.

## Вимоги до систем освітлення

### Призначення
У домашніх акваріумах освітлення використовують для забезпечення фізіологічних потреб рослин, простіших і риб, та для забезпечення естетичності зовнішнього вигляду акваріума. Для цього використовують різноманітні освітлювальні прилади, зокрема, лампи розжарювання, лампи денного світла, світлодіодні та інші, а також їх комбінування.
Системи освітлення мають відповідати вимогам акваріума щодо тривалості освітлення, інтенсивності та спектру світла.

### Інтенсивність
Інтенсивність освітлення визначають залежно від висоти шару води, видів та кількості рослин або простіших. Якщо природне освітлення відсутнє, світловий потік для більшості прісноводних акваріумів має становити приблизно 10—25 люмен/літр (потужність 1,0—2,0 Вт/л для ламп розжарення або 0,2—0,5 Вт/л для люмінесцентних ламп при висоті акваріума 40—50 см. Для акваріумів більшої висоти потужність ламп збільшують (приблизно пропорційно квадрату відношення до наведеної висоти, наприклад для акваріума висотою 60 см потужність має бути збільшена приблизно в 1,5 раза). Для окремих декоративних акваріумів з вибагливими рослинами рівень освітлення встановлюють на рівні 0,7—1,0 Вт/л потужності люмінесцентних ламп.

### Спектр
Важливим при виборі ламп є їх спектр.
Щоб забезпечити нормальне функціонування прісноводного акваріума та життєдіяльність більшості прісноводних рослин потрібен весь видимий світловий спектр, але найважливішу роль у спектрі освітлення рослин відіграють два відносно вузьких діапазони — синьо-зелений (близько 440 — 500 нм, кольорова температура близько 6000K) і червоний (660 — 700 нм, кольорова температура близько 3000K). Світло в червоній частині спектра сприяє росту рослин; надлишок синіх променів пригнічує зростання рослин, але сприяє початку їх цвітіння. Слід зважати також на те, що червоні промені гірше проникають у товщу води порівняно з синіми. Оскільки більш високі рослини висаджують звичайно на задньому плані, а низькорослі на передньому лампи теплого світла бажано встановлювати над рослинами заднього плану, більш холодного світла — переднього.
Для морських акваріумів, навпаки, віддають перевагу світлу переважно з синьої чистини спектру.  

### Тривалість
В акваріумах, густо засаджених рослинами (так звані «травники»), в результаті фотосинтезу при освітленні зменшується рівень розчиненого у воді вуглекислого газу, що може призводити до значних коливань кислотності води (особливо в системах з м'якою водою). Для уникнення негативних наслідків нестачі вуглецю та коливань кислотності встановлюють денну перерву освітлення (1-2 години) або облаштовують акваріум системами подачі вуглекислого газу.
В окремих випадках встановлюють системи нічного освітлення, яке імітує місячне сяйво і є важливим для деяких риб в час їх розмноження.

## Лампи

### Характеристики ламп
В таблиці наведені типові характеристики основних джерел світла середньої потужності та потужність ламп кожного типу для освітлення акваріума об'ємом 100 л з розрахунку 10—25 люмен/літр. Характеристики наведені для потужностей ламп: 40 Вт для ламп розжарення, галогенових, люмінісцентних, 400 Вт для металгалогенових, 10 Вт для світлодіодів; для ламп більшої потужності світлова віддача, як правило, буде дещо більшою.
| Тип лампи                        | Розжарення | Галогенова | Металгалогенова | Люмінісцентна | Світлодіодна |
| Світлова віддача, Лм/Ватт        | 10         | 15         | 90              | 50            | 86           |
| Потужність ламп, Ватт/100 літрів | 100 — 250  | 65 — 170   | 11 — 28         | 20 — 50       | 11.5 — 29    |

### Лампи розжарення
Лампи розжарення мають безперервний спектр випромінювання зі значною часткою червоної складової, яка є найсприятливішою для росту рослин. Істотним недоліком цих ламп є низький ККД, і, як наслідок, відносно велика споживана потужність, що може призводити до місцевого перегріву поверхні води та опіку плавучих рослин.
Лампи розжарення звичайно застосовують при освітленні невеликих акваріумів (до 20 — 40 л) або разом з лампами іншого типу, як додаткові джерела світла для збільшення частки червоних променів в системах освітлення середніх та великих акваріумів.

### Галогенові лампи
Галогенові лампи є лампами розжарення з додаванням в балон буферних газів, що дозволяє підвищити термін життя лампи та температуру спіралі. Як наслідок, такі лампи мають більший ККД, робочу температуру спіралі близько 3000 К.
Такі лампи, через високу температуру, вимагають спеціальної арматури для їх утримання та використовуються для освітлення акваріумів без покривної кришки при встановленні ламп на значній відстані від поверхні води. Для уникнення утворення тіней необхідні не менше двох світильників, рознесених на відстань близько третини довжини акваріума.

### Металгалогенові лампи
Металгалогенові лампи є лампами, в яких світиться газова суміш ртуті та галогенідів металів під дією електричної дуги. Такі лампи мають безперервний спектр, наближений до спектру природного сонячного світла, високий ККД (в 6-10 раз вищий за лампи розжарення і близький до світлодіодів) та забезпечують яскравість кольорів мешканців акваріума. Недоліком таких ламп є їх висока ціна, необхідність використання спеціальної апаратури та затримка у декілька хвилин для попереднього розігріву лампи.
Лампи встановлюють в спеціальній арматурі на значній відстані від поверхні води. Для уникнення утворення тіней необхідні не менше двох світильників, рознесених на відстань близько третини довжини акваріума.

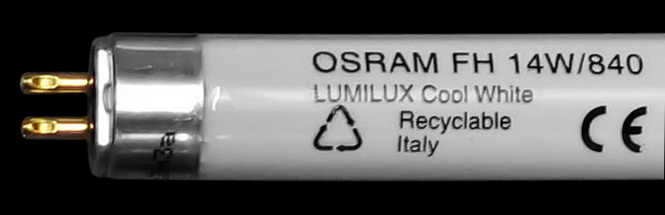
Люмінесцентна лампа Osram 840, індекс передачі кольору 8 (добре), індекс температури 40 (температура 4000, «біла»)

### Люмінесцентні лампи
Люмінесцентні лампи мають значну поверхню випромінювання, що дозволяє отримати рівномірне освітлення, більш низьку температуру та значно більший, у порівнянні з лампами розжарення, ККД, що обумовлює їх широке використання для освітлення акваріумів. Істотним недоліком таких ламп є дискретний (з декількох смуг) спектр світла зі значною часткою синіх променів. Для покращення спектру світла бажано використовувати так звані «фітолампи» з більш збалансованим спектром випромінювання, або «теплі» лампи, що характеризуються більшою часткою червоних променів у спектрі. Хороші результати дає об'єднання в системі освітлення декількох ламп з різною спектральною температурою: «білих», «теплих», «фіто» або їх комбінація з лампами розжарення. Слід уникати використання ламп «холодного» світла («денних») — в їх спектрі замало червоної складової.
Існує декілька типів люмінесцентних ламп, найпопулярнішими є Т8 (діаметр колби 26 мм) та Т5 (діаметр колби 16 мм). Лампи Т8 мають дещо гірші світловіддачу та робочу температуру але більш дешеві і більш поширені.
|                        | Т8   | Т8   | Т8   | Т8   | Т5   | Т5   | Т5   | Т5   |
| Потужність, Вт         | 18   | 30   | 36   | 54   | 13   | 21   | 28   | 35   |
| Світловий поток, люмен | 1150 | 2050 | 2850 | 5200 | 1350 | 2100 | 2900 | 3650 |
| Довжина, мм            | 590  | 890  | 1200 | 1500 | 548  | 848  | 1148 | 1448 |
| Робоча температура, °C | 25   | 25   | 25   | 25   | 35   | 35   | 35   | 35   |

Люмінесцентні лампи в системах освітлення акваріумів бажано регулярно міняти (Т8 — через 6-9 місяців експлуатації) на свіжі, оскільки їх люмінофор з часом вигорає, що призводить до зменшення світлового потоку, погіршення спектру та збільшення частки синіх променів.
Баластні пристрої люмінесцентних ламп під час роботи нагріваються, це тепло можна використати для нагрівання води, розмістивши їх під акваріумом — в акваріумах з ґрунтом нижній підігрів сприяє росту рослин.

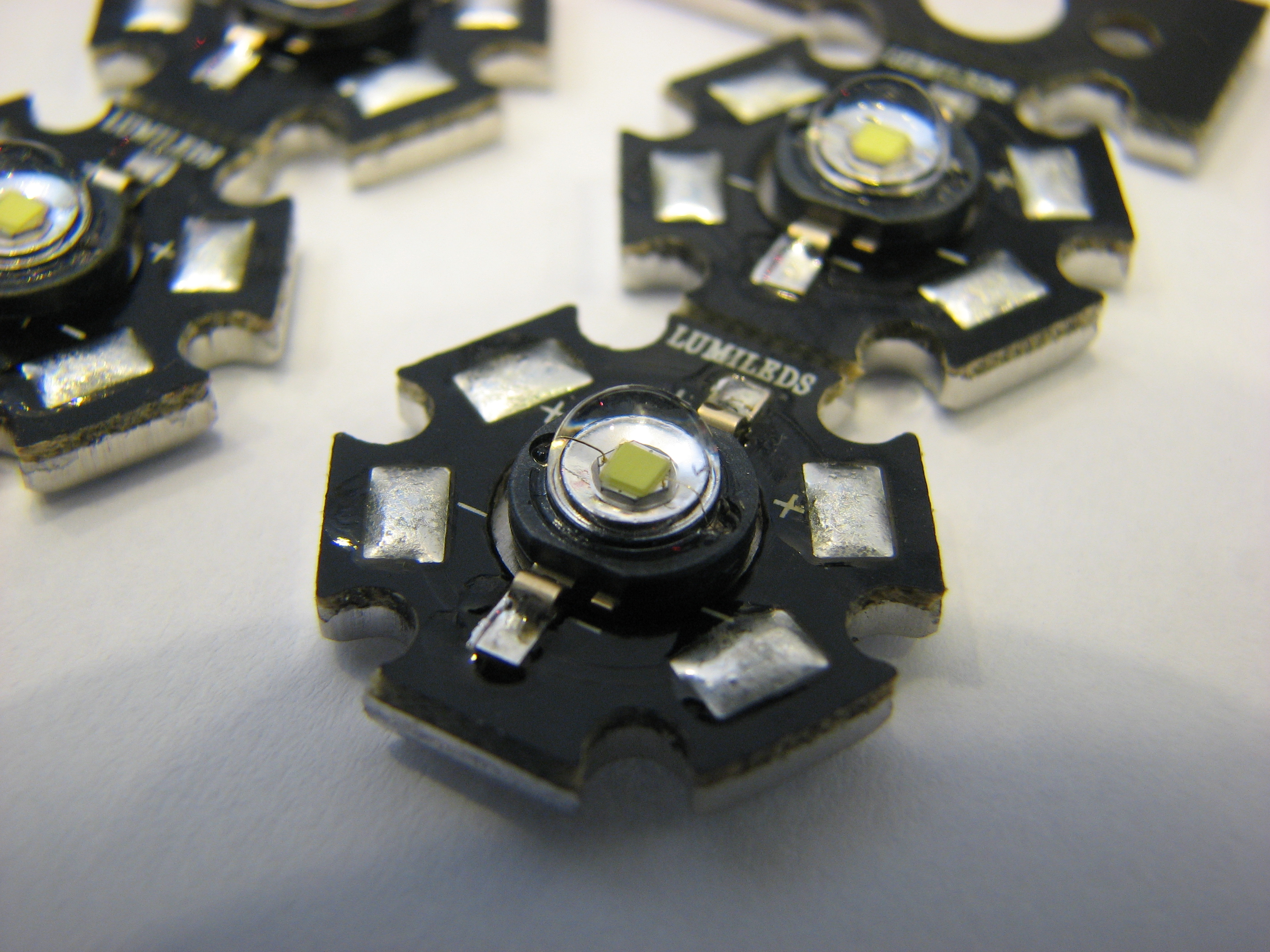
Потужні світлодіоди

### Світлодіодні джерела світла
Останнім часом набувають популярності світлодіодні джерела світла. Світлодіоди дозволяють отримати в 2-3 рази більший світловий потік у порівнянні з люмінесцентними лампами завдяки їх направленості та більшому ККД. Для їх встановлення необхідні спеціальні джерела живлення, радіатори охолодження та гідроізоляція.
Випускаються світлодіодні світильники, оформлені подібно до люмінесцентних ламп.